# Pikryniany
Pikryniany – sole kwasu pikrynowego (trinitrofenolu). Są w większości żółtymi substancjami krystalicznymi. Tworzą się w wyniku reakcji trinitrofenolu z odpowiednimi metalami lub zasadami. Mają właściwości wybuchowe, z reguły silniejsze od kwasu pikrynowego, stąd niektóre z nich są stosowane jako materiały wybuchowe (zwykle inicjujące).
Najważniejsze pikryniany to:
- pikrynian amonu
- pikrynian ołowiu
- pikrynian potasu
- pikrynian sodu

Pikrynianami są nazywane także estry kwasu pikrynowego i kompleksy z przeniesieniem ładunku.